# Otaku no video
Otaku no video (jap. おたくのビデオ Otaku no Bideo) – paradokumentalny film portretujący środowisko japońskich otaku. Jest to seria OVA, na którą składają się dwie części po 50 minut. Autobiograficzne anime Toshio Okada. Film wyprodukowało studio Gainax, japońską premierę miał w roku 1991.